# 南垣遗址
南垣遗址，位于中国青海省民和县巴州乡南垣村，为第三批青海省文物保护单位，公布日期为1959年3月16日，类型为古遗址。
南垣遗址的历史年代为新石器时代。